# Opplisjön
Opplisjön är en sjö i Ljusdals kommun i Hälsingland och ingår i Ljusnans huvudavrinningsområde. Sjön är 11 meter djup, har en yta på 0,698 kvadratkilometer och befinner sig 213 meter över havet. Sjön avvattnas av vattendraget Oppliån (Lövingsån).

## Delavrinningsområde
Opplisjön ingår i det delavrinningsområde (687309-150002) som SMHI kallar för Utloppet av Opplisjön. Medelhöjden är 259 meter över havet och ytan är 8,13 kvadratkilometer. Räknas de 6 avrinningsområdena uppströms in blir den ackumulerade arean 66,94 kvadratkilometer. Oppliån (Lövingsån) som avvattnar avrinningsområdet har biflödesordning 3, vilket innebär att vattnet flödar genom totalt 3 vattendrag innan det når havet efter 138 kilometer. Avrinningsområdet består mestadels av skog (88 procent). Avrinningsområdet har 0,69 kvadratkilometer vattenytor vilket ger det en sjöprocent på 8,5 procent.